# Epischura baikalensis
Epischura baikalensis – gatunek widłonoga z rodziny Temoridae. Endemit jeziora Bajkał, dominujący gatunek zooplanktonu w tym jeziorze. 

## Występowanie
Zasiedla pelagial jeziora (praktycznie cały słup wody, od powierzchni do głębokości 1400 m), występuje też w nurcie rzeki Angary, wypływającej z Bajkału oraz w zbiornikach Irkutskim i Bratskoje.
Większość osobników (>70% biomasy całej populacji) w trakcie sezonu wegetacyjnego (lipiec-sierpień) przebywa w górnej 50-metrowej warstwie wody Bajkału, w okolicach warstwy skoku termicznego. Na zimę, od października do lutego, przemieszczają się głębiej, poniżej 250 m głębokości. Poszczególne stadia rozwojowe różnią się preferencjami co do przebywania na określonej głębokości: pływiki do 6. stadium przebywają zimą w powierzchniowej 10-metrowej warstwie wody, w miarę wzrostu wielkości ciała przemieszczają się głębiej. Osobniki dorosłe podejmują dobowe migracje pionowe.
Zagęszczenia (biomasa): przeciętnie 0,5 g/m³ (2–11 g/m² w powierzchniowej 10-metrowej warstwie latem, 6–24 g/m² jesienią).

## Opis
Skorupiak o niewielkich wymiarach ciała: o długości 1,3–1,5 mm.
Długość życia: 1 rok. Wytwarza dwie generacje potomstwa: na przełomie zimy/wiosny i latem. Generacje zachodzą na siebie. Samica produkuje do 10 worków z jajami, mniej więcej co 10-20 dni w ciągu całego życia. Ilość jaj w worku: 7–60 szt. Proporcje samców do samic: 1:1. Jaja wyrzucane są z worków często zanim embriony wylęgną się (w pelagialu dryfują swobodnie jaja z rozwijającymi się embrionami). Rozwój złożony, z dwoma głównymi etapami: nauplius – z sześcioma stadiami rozwojowymi (wylinkami) i kopepodit – z sześcioma stadiami rozwojowymi (wylinkami). 

## Znaczenie
Gatunek kluczowy w ekosystemie Bajkału. Dominujący składnik zooplanktonu (70–90% biomasy), główny konsument produkcji pierwotnej w pelagialu, główny składnik pożywienia ryb (endemicznego omula i gołomianek), a także pelagicznych obunogów. Obumarłe osobniki stanowią główne źródło detrytusu, a żywe główne źródło dwutlenku węgla w głębszych partiach wody (95 g/m²/rok), wpływające na reżym gazowy jeziora. Odgrywa bardzo dużą rolę w samooczyszczaniu wód jeziora (przefiltrowuje 1/3 objętości warstwy eufotycznej jeziora).